# اللغة الآرامية

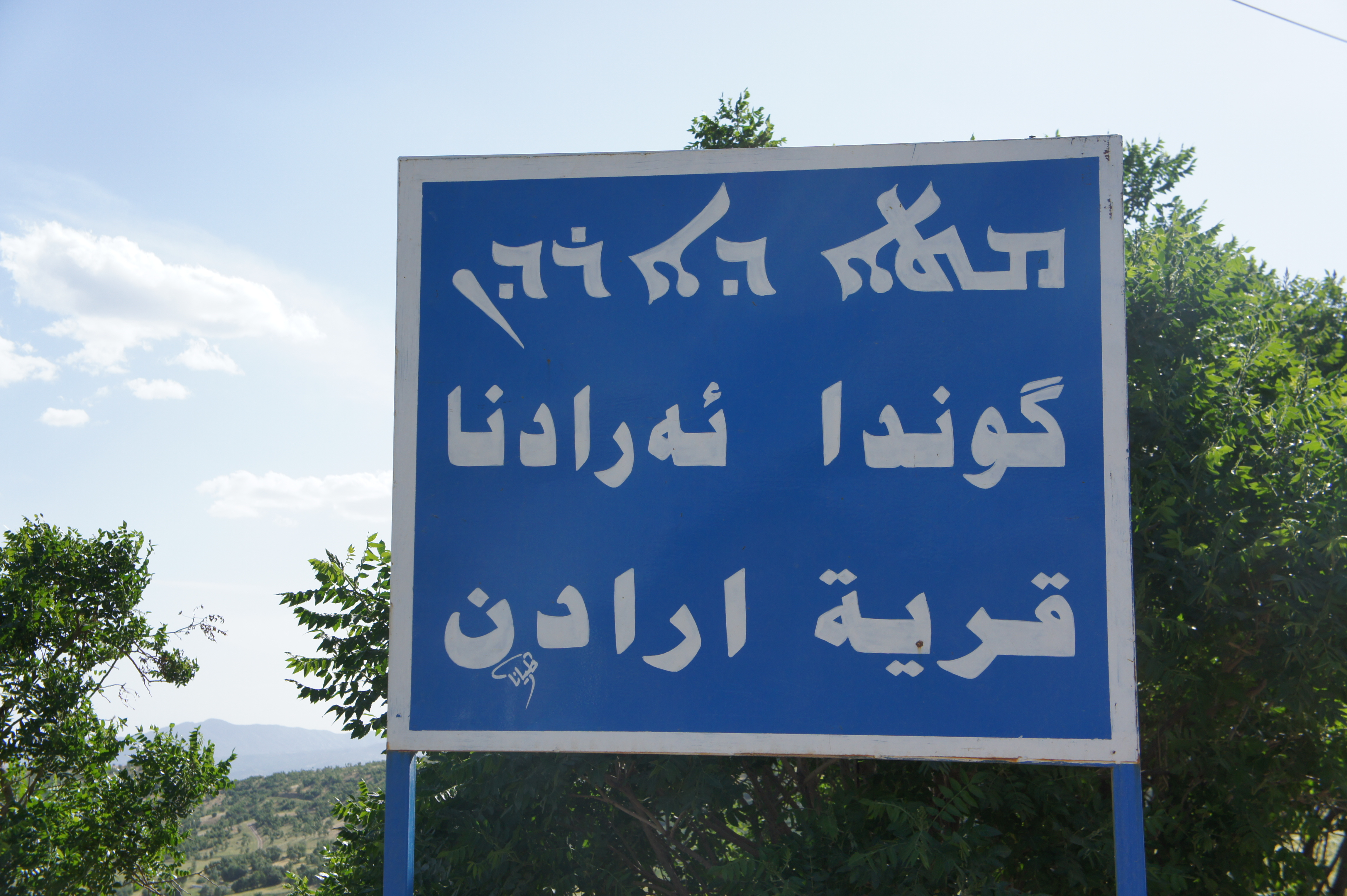
لافتة ثلاثية اللغات، مكتوبة بالآرامية والكردية والعربية

اللغة الآراميّة (الاسم الذاتي: ܐܪܡܝܐ) هي لغة سامية شرقية أوسطية انطلقت مع قيام الحضارة الآرامية من وسط سوريا وكانت لغة رسمية في بعض دول العالم القديم ولغة الحياة في الهلال الخصيب، كما تعد لغة مقدسة. تعود بدايات كتابتها للقرن العاشر قبل الميلاد إلا أنها أصبحت اللغة المسيطرة في الهلال الخصيب بدأ من القرن الخامس قبل الميلاد بعد صعود الإمبراطورية الآشورية الحديثة (911–605 ق. م.)، وقد كتب بها سفري دانيال وعزرا، ومخطوطات البحر الميت، وهي اللغة الرئيسية في التلمود. ويجمع المؤرخين عموماً على أن الآرامية وتحديداً الآرامية الفلسطينية اليهودية باللهجة الجليلية هي لغة يسوع المسيح ولغة تلامذته، حيث كانت الآرامية اللغة الشائعة لمقاطعة يهودا خلال القرن الأول ميلادي، وبها تأثرت اللغة العربية والفارسية والعبرية واليونانية واللاتينية.
ما زالت اللغة تستخدم لغة للتداول اليومي في الشرق الأوسط خاصة بين معتنقي الديانة المسيحية من أتباع كنائس مسيحية سريانية في بلاد سوريا والهلال الخصيب وتركيا وإيران، وفي ولاية ميشيغان في الولايات المتحدة الأمريكية بسبب الهجرة الكثيفة للناطقين باللغة الآرامية من السوريين والعراقيين إلى مدينة ديترويت، وفي السويد وألمانيا وهولندا بين المهاجرين من الشرق.[محل شك]
تطورت الكتابة الأرامية عبر العصور ليتوصل الآراميون لكتابة خاصة بهم في القرن السابع قبل الميلاد بالترتيب الابجدي. تطورت كثيراً في القرن السادس قبل الميلاد بحيث صارت «لغة الدبلوماسية» كما هو الحال مع الإنجليزية حالياً إلى أن انثبق منها خطان: حضارة سوريا الداخلية  الآرامية التدمرية والسورية القديمة والآرامية السريانية.

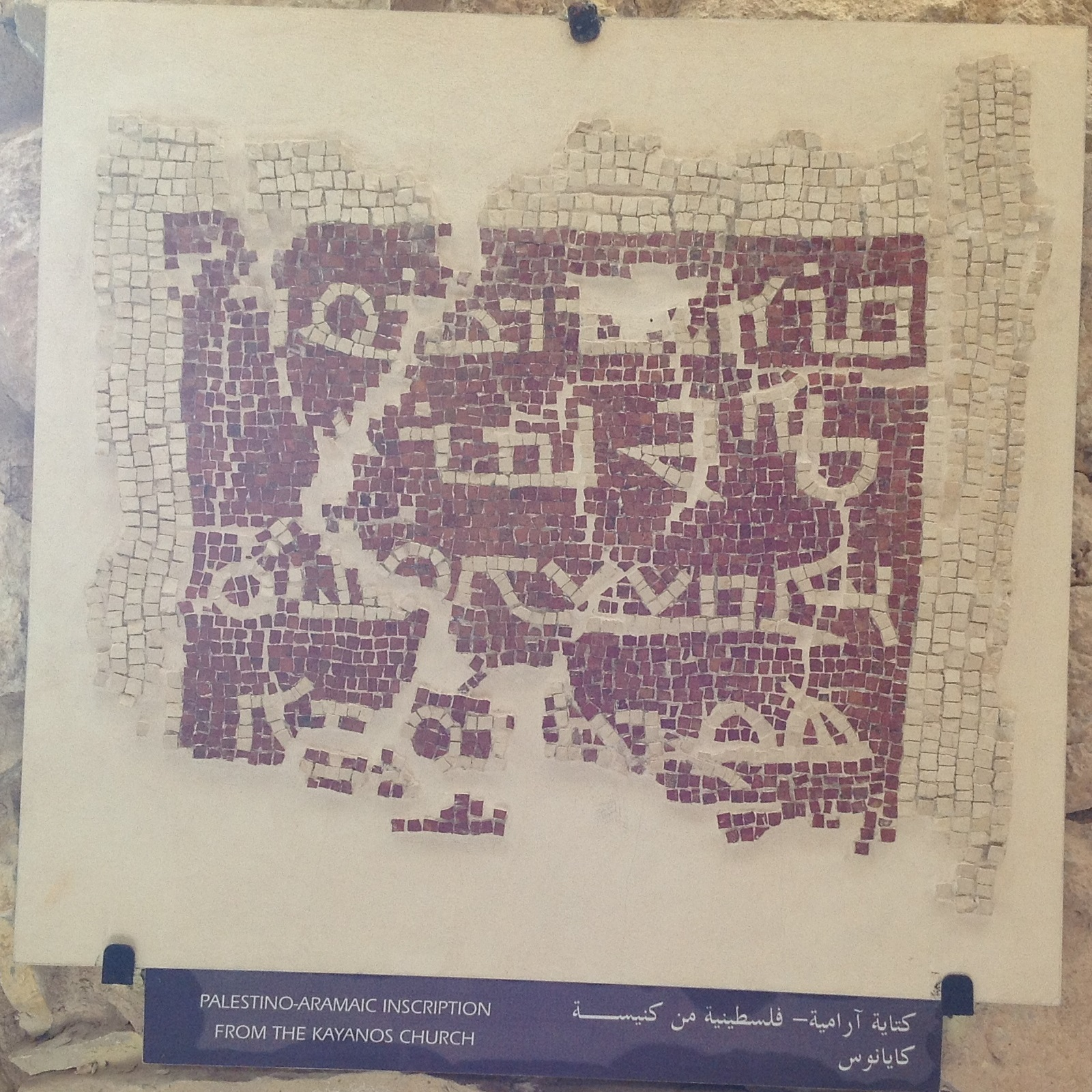
نقش آرامي في مادبا الأردن.

## اللهجات الآرامية
الآرامية لفظة تشمل مجموعة لغوية غنية ومعقدة تتفرع إلى لهجات سامية نطقت بها المجموعات الآرامية المنتشرة في مختلف أنحاء الهلال الخصيب. وقد تعلم الآراميون من الكنعانيين فن الكتابة الأبجدية وحاولوا استعمال اللغة الكنعانية في كتاباتهم، غير أنهم كشفوا عن ذواتهم باستعمالهم تعابير آرامية مثل مقطع «بو» و«بيت». وسرعان ماتخلوا عن الكنعانية وأخذوا في استعمال لغتهم الخاصة. ان أقدم النصوص التي وصلتنا باللغة الآرامية ترقى إلى القرنين العاشر والتاسع قبل الميلاد، وفيها يبدو التطور واضحاَ من اللغة الكنعانية إلى اللغة الآرامية.يمكن تقسيم اللغة الآرامية إلى أربع فئات:

### الآرامية القديمة
هي لغة الكتابات التي عثر عليها في شمال سوريا الحالية والتي ترقى إلى الفترة التي ما بين القرنين العاشر والثامن قبل الميلاد. إن أقدم المكتشفات تعود إلى القرن السابع قبل الميلاد واللغة المكتشفة كانت تكتب باللغة الآرامية. ثم أخذت هذه اللهجة في التطور والاكتمال. ومن الصعب القول ان هذه اللهجة كانت سائدة لدى جماعات أخرى من الآراميين، لعدم توفر نصوص تعود إلى تلك الحقبة ما خلا تلك التي اكتشفت في شمالي سوريا الواقعة بين نهري دجلة والفرات (بلاد ما بين النهرين) موطن الحضارة الآرامية.

### الآرامية الرسمية
ظهرت لهجة جديدة في الكتابات التي وردتنا من شمالي سوريا بعد هذه الحقبة، وفي الكتابات الواردة في نقوش برراكب التي دونت أقدم أجزائها بالآرامية القديمة. وهذه اللهجة الجديدة هي التي تداولتها الوثائق الرسمية في مختلف المناطق الآشورية، ثم تبنتها الإمبراطورية الفارسية بدورها كلغة رسمية في الدوائر الحكومية. ففي العهد الاشوري (1100 -612 ق.م) تبنت الدولة اللغة الآرامية وأصبح المشرفون على الشؤون الإدارية يتقنونها أكثر من الاكادية، لا سيما في المناطق النائية حيث استعملوا للمراسلات نموذجاَ من الآرامية المبسطة. كما أن عادة إرفاق جداول آرامية بالألواح المسمارية أخذت تزداد منذ ذلك التاريخ حتى في قلب الإمبراطورية. وكانت هذه الجداول ترجمة آرامية موجزة لما تحتويه الألواح المسمارية، لاستعمال التجار بنوع أخصّ. إن الآرامية التجارية صارت أساساَ للآرامية الرسمية، إذ تبناها الشعب في مختلف أرجاء الإمبراطورية، مفضلاً إياها في الأغراض الأدبية على لغته الخاصة. كما نلاحظ في الألواح الأكّادية ان بعض الكتبة يسمون بـ«كتبة الآرامية». ونشاهد على تمثال «بر ركوب» في زنجرلي كاتباَ أمامه وبيده ريشة وحبر ولوح مهيّأ للكتابة بهذه الآرامية الرسمية. ومن الجدير بالذكر ان بر ركوب هذا كان عميلاً مخلصاً للملك الاشوري. كما نرى هذه الآرامية منحوتة في كثير من الأختام والآنية عثر على العديد منها في سوريا أو منقوشة على الخزفيات.
و قد انتشرت الآرامية الرسمية انتشاراً واسعاً في العهد الآشوري، وانتشرت من سورية جنوبآ وليس في الإمبراطورية الآشورية فحسب، بل في الاقطار الأخرى أيضاً. فقد عثر على إناء من البرونز بالقرب من أولمبيا اليونانية تحمل اسماً محفوراً بالحروف الآرامية. ومن المحتمل أن تكون الأبجدية التي أخذها اليونان عن الساميين في سوريا وآسيا الصغرى من النموذج الآرامي أكثر مما هي من النموذج الفينيقي. أما في مصر فإننا نجد كتابات بالآرامية منذ عهد أسرحدون (680 – 669 ق.م). وقد اشتهرت المخطوطات التي عثر عليها في أسوان أو بالاحرى في الفنتين المصرية (جزيرة فيلة) هي عشر مخطوطات بيعت في أسوان سنة 1940. واكتشفت في طرطوس قيليقية كتابات أقدم. كما شقت هذه اللغة طريقها إلى قلب الجزيرة العربية نفسها.
واستمرت الآرامية تشغل مكانتها المرموقة في العهد البابلي الحديث (626- 538 ق.م) وفي العهد الفارسي (538- 330 ق.م). وقد مرت هذه اللغة بفترة عصيبة في العهد اليوناني (312- 64 ق.م) حيث أخذت اللغة اليونانية تفرض نفوذها على المناطق الهلنستية في كامل سوريا، غير أنها قاومت هذا النفوذ، وظلّت سائدة في «الحضر» مثلاً رغم مظاهر الحضارة اليونانية الرومانية البادية في أطلالها. وعوّضت الآرامية عما فقدته في العهد اليوناني، إذ بسطت نفوذها في البلاد العربية حيث تداولها الأنباط والتدمريون مملكة تدمر حتى العهد المسيحي، وفي فلسطين حيث تمسكت بها الجماعات التي ناهضت الثقافة اليونانية.

### الآرامية الغربية
انتشرت الآرامية الغربية في مناطق متفرقة من سورية وجنوبها وفي الممالك الآرامية السورية بقيت اللغة الآرامية هي السائدة بالرغم من سرعة انتشار اليونانية. كانت الآرامية لا تزال لغة الشعب إبّان القرن الميلادي الأول، ولم تنافسها إلاّ اللغة العربية بعد قدوم المسلمين. واستمرت الارامية حتى زمن طويل ولم تنطفئ تماماً لأنها لا تزال محكية في بعض قرى ومناطق سوريا ولو بصبغة متغيرة كثيراً.
إن شهرة الآرامية الرسمية كلغة الثقافة والشؤون الدولية أخّرت استعمالها للأغراض الأدبية، مثلما اخّرت اللاتينية استعمال اللهجات المحكية في إيطاليا للشؤون الأدبية مثلا. إلاّ أن فرقاً أخذت تستعمل لهجاتها المحلية في الممالك داخل سوريا للكتابة بدلاً من الآرامية الرسمية. ويمكننا أن نميز اربع لهجات سادت الآرامية الغربية.

#### الآرامية اليهودية
ظهرت هذه اللهجة في جنوب سوريا وفلسطين بالكلمات الآرامية والتعابير الواردة في يونانية العهد الجديد وقد بقيت هذه العبارات بصيغتها الآرامية في العهد الجديد (متى 27: 46، مرقس 3: 17، 5: 41، 7: 34، 14:36، 15: 34، أعمال الرسل 9: 36، 1: 19، 1 كور 16: 22، روم 8 :15، غلاطية 4: 6). وكانت آرامية الجليل هي اللهجة التي نطق بها المسيح ورسله وهي تختلف اختلافاً واضحاً عن لهجة الجنوب السائدة آنذاك في أورشليم وما حولها (متى 26: 73). وقد كتب التلمود وأقدم المداريش بهذه اللهجة الجليلية نفسها. وبهذه اللهجة أيضاً جاء ترجوم «يوناثان» المنحول والترجومات الأورشليمية ونتف من الترجوم الفلسطيني بنوع خاص. أما طريقة النطق بهذه اللهجة فليست أكيدة رغم ما تقوله القراءات الرابينية.

#### الآرامية السامرية
ان السامريين ترجيحاً للتناخ بلهجتهم الخاصة التي تقرب كثيراً من اللهجة الجليلية. وقد كتبوا بها أيضاً قطعاً طقسية واناشيد وقصائد وهي غير العبرية السامرية التي استعملت في الكتابات الدينية حصرا. أما الأبجدية الغربية التي كتب بها السامريون آراميتهم فهي تطور محلي للخط الكنعاني القديم. وقد زالت هذه اللهجة بعد الدخول الإسلامي وحلت العربية محلّها.

#### الآرامية الفلسطينية المسيحية
استمر المسيحيون الأولون في فلسطين دون شك يستعملون اللهجة المحلية فيما بينهم، وأصبحت اليونانية اللغة الرسمية للديانة الجديدة وبها كتب العهد الجديد ما خلا إنجيل متى الآرامي. وشعرت الجماعات المسيحية التي انتحت جانب البيزنطيين في بلاد الشام بحاجة إلى نصوص دينية بلهجتهم الخاصة، فقامت بترجمات معظمها من اليونانية لكلا العهدين ولعدة رتب طقسية، وتدعى اللهجة في الجنوب «آرامية فلسطينية المسيحية» التي كانت مستعملة كذلك لدى مسيحيي مصر الناطقين بالآرامية كذلك.
- الآرامية الغربية الحديثة: ازدهرت هذه اللهجة في جبال القلمون في سوريا في الشمال الشرقي من دمشق ولا زالت هذه الآرامية مستعملة في ثلاث قرى وهي: معلولا وبخعة وجبعدين، وتعتبر آخر لغة حية للآرامية الغربية.

### الآرامية الشرقية
كان للآراميين الذين انتشروا في منطقة دجلة والفرات لهجاتهم المحلية الخاصة المختلفة عن الآرامية الرسمية. وقد أصبح بعض هذه اللهجات مكتوباً ومستعملاً للأغراض الأدبية أيضاً. وانتشرت هذه اللهجات المحلية حتى في جبال أرمينيا وآشور. ويمكننا أن نميّز في هذه الآرامية الشرقية أربع فئات ايصاً:

#### الآرامية البابلية
وهي ظاهرة في التلمود البابلي وفي وثائق ترقى إلى ما بين القرنين الثاني والسابع للميلاد. ولم تكن هذه اللهجة موحدة، ويبدو اختلاف صيغها حتى في التلمود نفسه. أما كيفية التلفظ بها، فشأنها شأن الآرامية اليهودية- الفلسطينية، وهي تتبع الطريق المصطلحة لدى السلطات الرابينية التي كانت تتداولها.

#### المندائية
كتب المندائيون بجنوب العراق أدبهم بهذه الآرامية الشرقية. فهناك وثائق لهذه الديانة المستقلة كتبت بلغة تطورت محلياً من الآرامية القديمة، قد تكون صيغة صافية من الآرامية الشرقية غير المتأثرة بالعبرانية، كاللهجة اليهودية، أو باليونانية، كما هي الحال مع السريانية. ولكن الوثائق التي وصلتنا بهذا اللهجة ترقى جميعها إلى حقبة متأخرة، وقد طرأ عليها تغيير لفظي كبير وتأثرت كثيراً باللغة العربية.

#### السريانية

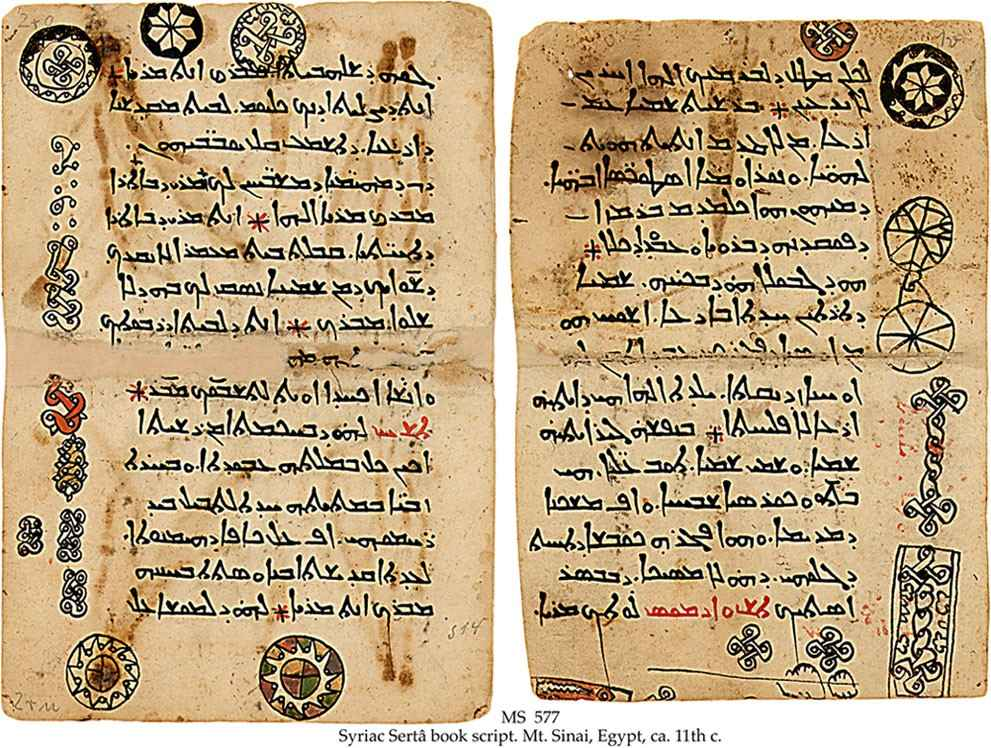
كتابة سريانية من القرن 11.

لا بدّ ان هذه اللهجة التي أصبحت اللهجة للآرامية الشرقية، كانت مستعملة كلغة أدبية للسريان/الآشوريين في سوريا وشمال ما بين النهرين قبل العهد المسيحي. إلا أن النصوص القليلة الباقية والعائدة إلى القرن الأول الميلادي لا تتيح لنا البتّ في هذا الأمر. أما في منطقة الرها الآرامية، فقد حلّت فيها مدرسة مسيحية محل المركز الوثني وتطورت الآرامية الشرقية فيها إلى لغة ادبية مزدهرة ارتفع شأنها عالياً لا سيما بعد أن اتخذتها المسيحية لغة الدين والآداب لها. وفي القرن الخامس عندما ثارت الجدالات العقائدية في الشرق، استفادت اللغة من ذلك فائدة عظمى، إذ راحت كل فئة تعمل على صقلها واغناء مفرداتها وضبطها لتكون قادرة على التعبير عن حاجات الناس كلها، اللاهوتية والفلسفية والعلمية والطبية والفلكية واليومية. وكان للانعزال الذي سببته هذه الجدالات أثره العميق أيضاً في كلتا الفئتين الشرقية والغربية وفي تطور اللغة فيها، إذ أخذت الاختلافات اللفظية والكتابية تبرز واضحة منذ نهاية القرن السادس الميلادي. وهكذا انقسمت اللغة الآرامية من حيث اللفظ والخط إلى سريانية شرقية وسريانية غربية.
وقد جاهد المسيحيون للذّود عن لغتهم ضد التأثير البيزنطي المتصاعد، ولكنهم لم يفلحوا في منع تسرّب اللغة اليونانية إلى اللغة السريانية، بيد أنهم افلحوا في نشرها في البلاد الفارسية ومنها إلى البلدان الشرقية، ثم إلى الشرق الأقصى، إلى الصين والهند. وما زالت متداولة في الهند لدى السريان الملباريين والملنكاريين كلغة طقسية. أما في المنقطة الغربية فقد امتدت إلى آسيا الصغرى وبلاد الشام، ودخلت البلاد العربية. وكان تأثيرها كبيراً على لغات كثيرة كالعربية والأرمنية والإيرانية، حتى استعملها الوثنيون والمانويون انفسهم لأغراض دينية. ثم تقلص نفوذها بعد الدخول الإسلامي امام اللغة العربية فظلت لغة أدبية حية القرن الرابع عشر ولم تزل لغة طقسية لدى الكنائس السريانية الشرقية والغربية.

#### اللهجات الآرامية الحديثة
ما زالت لهجات الآرامية الشرقية (السورث) محكية لدى الجماعات المسيحية القاطنة في جبال آشور والقرى المسيحية الواقعة في شمال شرق سوريا وشمال العراق وعلى الضفاف الشرقية من بحيرة اورمية وجبال طور عبدين. ولم يتخلّ عنها أصحابها الذين ونزحوا إلى أمريكا أو أوروبا أو غيرهما من الاقطار البعيدة. إلا أنه قد طرأ عليها (السورث) على غرار الآرامية الغربية الباقية إلى الآن، تغيير كبير في اللفظ وتأثرت بالظروف وباللغات المجاورة كالعربية والتركية والفارسية وأخذ المتحدثون بها يستعملونها للأغراض الأدبية أيضاً منذ القرن السابع عشر، تحت تأثير المرسلين الغربيين، فينشرون بها صحفهم ومجلاتهم وكتبهم، فسادت في هذا المضمار اللهجة الاورمية.

### لهجات أخرى
هنالك لهجات آرامية أخرى كالمندعية والتدمرية والنبطية والحضرية وغيرها ولكن لا فارق كبير بينها!
خلاصة القول، أن الخط الذي اقتبسه الآراميون الأولون من جيرانهم الكنعانيين سكان الساحل السوري أصبح مصدراً لمعظم الكتابات الحالية. فانتشرت إحدى صيغه في آسيا الصغرى الواقعة إلى الشمال من سوريا ومنها انتقلت إلى بلاد اليونان حيث أعطت الأبجدية اليونانية التي أصبحت بدورها مصدر اللاتينية الغوطية والأبجدية القورلية المستعملة في أوروبا والكتابات القبطية في مصر. وهناك صيغة أخرى انبثقت منها الكتابة البهلوية في إيران الوسطى ومن خلالها الافستية والسغدية والأبجدية المانوية التي منها اتت الكتابات الويغورية والمغولية والمانشؤية والكالموكية واليورياتية. وأعطت صيغة أخرى منها الكتابات الخروشتية والبرهمانية ومن خلالها الكتابات التيبتية وكتابات مستعملة في الهند والجنوب الشرقي من آسيا واندونيسيا. وإحدى صيغها الأخرى كانت مصدراً للكتابة الارمنية التي منها جاءت الكتابات الجورجية والقفقاسية. وعن إحدى صيغها نتجت أيضاً الكتابة العربية المربعة والخطين التدمري والنبطي، ومن هذا الأخير جاء الخط العربي بأشكاله العديدة في الفارسية والتركية والأوردية والملاوية. وقد تفرعت الكتابة الماندية الغربية أيضاً من إحدى صيغ الكتابة الآرامية.

## النصوص الآرامية القديمة المكتشفة
1. كتابة منقوشة على مذبح صغير للنذور، عثر عليه في «غوزانا» (تل حلف)، عاصمة إحدى الدول الآرامية، التي ذاع صيتها منذ القرن الحادي عشر قبل الميلاد وربما للقرن العاشر قبل الميلاد أيضاً.
2. نقش محفور على مسلة الرب «ميلقارت» اكتشفت بالقرب من مدينة حلب وفيه يرد اسم «بار هدد طاب ريمّون» الذي تربع على عرش دمشق في النصف الأول من القرن التاسع قبل الميلاد.
3. كتابة موجزة محفورة على صفيحة من العاج عثر عليها في «ارسلان طاش» ويتصدرها اسم الملك «حزائيل» ملك دمشق على الأرجح، وقد يعود تاريخها إلى عام 840 ق.م.
4. مسلّة عائدة لـ «زاكير» ملك حماة ولعش، عثر عليها بين حلب وحماة وسط سوريا ويعود تاريخها إلى نهاية القرن التاسع قبل الميلاد.
5. كتابات منقوشة على عدد من قطع الآجرّ المكتشفة في مدينة حماة تعود إلى القرنين التاسع والثامن قبل الميلاد.
6. عدد من النقوش المحفورة على مسلاّت اكتشفت في «السفيرة» شمال سوريا الواقعة إلى الجنوب من مدينة حلب تعود إلى «بارجأياه» ملك «كاتكا» و«متّي- إيك» ملك «آرباد»، يرجع تاريخها إلى عام 750 ق.م.
7. نقش عائد إلى «كيلاموا» ملك «سمأل» محفور على مشدّ من ذهب عثر عليه في مدينة «زنجيرلي»، يرجع تاريخه إلى القرن التاسع قبل الميلاد.
8. نقش عائد إلى «باناموا الآول» ملك «سمأل» منحوت على تمثال الإله «هدد»، يرجع تاريخه إلى بداية القرن الثامن قبل الميلاد.
9. نقش محفور على تمثال "باناموا" الثاني أحد ملوك «سمأل» من أعمال ولده وخليفته «بار ريكوب» يرجع تاريخه إلى عام 732 ق.م. وهو العام، الذي تسنّم فيه هذا الأخير عرش مملكة "سمأل
10. نقش آخر للملك «بار ريكوب» محفور على نقيشة وجدت في قصره في مدينة "زنجيرلي.
11. نقش ثالث للملك «بار ريكوب» لم يبق منه سوى ثلاث قطع تمّ حفظها.
12. نقش رابع لنفس الملك، محفور على نقيشة، يبدو فيه «بار ريكوب» جالساً على عرش وفيه يرد اسم الملك والرب «بعل حرّان»، اله القمر.
13. نقوش صغيرة محفورة على سبائك فضية، تضم فقط اسم الملك «بار ريكوب بن باناموا».

### نصوص آرمية من مملكة بيت بحياني
- كتابة الملك "هديسعي"

و هذه الكتابة منقوشة على تمثال الملك «هديسعي» المنحوت من الحجر البازلتي، وطول التمثال مع القاعدة 2 م. بدون قاعدة 60،1 م. نقش عليه نصان:
الأول بالغة الأكدية والخط المسماري على مقدمة الثوب فوق الأطراف السفلية. ويتألف من ثمانية وثلاثين سطراً شاقولياً والثاني – نقش على الخلف ويتألف من اثنين وعشرين سطراً افقياً. والتمثال محفوظ بالمتحف الوطني بدمشق، ويعود إلى منتصف القرن التاسع ق.م.
- كتابات اقتصادية

و إلى جانب هذه الكتابة الهامة، عثر في تل حلف في الجزيرة السورية على نصّ قصير منقوش على مذبح من الحجر البازلتي الأسود، أُرّخ في القرن العاشر أو التاسع ق.م.. ويرجح إلى عصر «كباره». النص مشوّه. لا اتفاق على ترجمته، وتفسير معناه.وكشفت التنقيبات الأثرية في «تل حلف» على وثائق اقتصادية تجارية. كان من بينها لوحات طينية صغيرة هي إيصالات إقراض شعير من شخص اسمه «ايل مناني» أو «المناني» إلى «نبوده». وتعود هذه الصكوك إلى منتصف القرن السابع ق.م. مثل قرائنها المدوّنة بالخط المسماري. وان لها من فائدة، فتنحصر في كونها توضح لنا أن الإقراض يكون بإيصالات مكتوبة، يشهد على صحتها الشهود.
و يمكن لنا ان نضيف أن الشعير من المحاصيل المعروفة آنذاك، ان لم يكن من أشهرها، لأنه ذكر وحده في نص هدد يسعي.

### نصوص آرامية من بيث آجوشي
أو بيث برجش، ما وصلنا عنها نص معاهدة بين برجاية ومتع ايل، وشاهدنا قبر، وصك قرض. نعرض لها فيما يلي:
- نقش السفيرة. أو المعاهدة

تشمل معاهدة برجايه ملك كتك ومتيع ايل ملك ارفاد (تل رفعت قرب حلب)، مكان الصدارة بين النصوص الآرامية، لأنها الوثيقة السياسية الوحيدة، التي تلقي بصيصا من نور، على علاقات الممالك الآرامية السورية فيما بينها. وقد نقشت على ثلاثة انصاب من الحجر البازلتي، عثر عليها مشوهة في قرية " السفيرة"، إلى الجنوب الشرقي من "حلب". يحفظ نصبان في متحف دمشق والثالث في متحف "بيروت.
- - النصب الأول

حجر بازلتي، هرمي الشكل، ارتفاعه 13,1 م، عرض الصفحة الأمامية 52, 0 م، والخلفية 50، 0-69, 0 م. أما الصفحة الثالثة، فهي مشوهة، وعرضها 341, 0 م. وصل الينا هذا النصب مشوهاً، وكان قد سطر على صفحاته الثلاث: 42 سطراً على الصفحة الأمامية و45 سطراً على الصفحة الخلفية، و25 سطراً على الصفحة الجانبية. النصب محفوظ بمتحف دمشق.
- - النصب الثان

النصب من البازلت. تهشم، وبقي منه اثنتا عشرة قطعة. ويبدو أنه كان مشابهاً للنصب الأول، ارتفاعه الحالي حوالي 60, 0 م، العرض الحالي حوالي 37, 0 م. النص منقوش على ثلاثة وجوه: الوجه- آ وعليه أربعة عشر سطراً. الوجه –ب- وعليه واحد وعشرون سطراً. الوجه -ج- وعليه سبعة وعشرون سطراً.
- - النصب الثالث

النصب من حجر البازلت، ومهشّم. ولم يبق منه إلا تسع كسر، تشكّل الجزء السفلي من النصب. ويقدّر عرضه الحالي بـ 1,25 م. الارتفاع الحالي 82, 0 م. ويوجد تجويف يشبه الحلقوم على سطحه العلوي. وبقي من النص 29 سطراً، أولهما لا يحوي جملة تامة. لذا نرجح ان الاسطر الباقية هي تتمة نص فقدت بدايته. النصب محفوظ في المتحف في الوطني ببيروت.
- شاهدتا قبرين
  - الأولى - النيرب

شاهدة قبر سن – زير- ابني (= الرب سن ذرية بني)، جامر (كاهن) رب القمر، التي عثر عليها في النيرب حوالي 7 كم إلى الجنوب الشرقي من حلب. الارتفاع 0,93 م العرض 0,35 م. صور الكاهن وهو يخطو نحو اليمين، ويرتدي ثوباً مشرشباً، وقلنسوة، ويحمل بيسراه، شيئاً غير واضح، ويحيي بيمناه.
نقش النص، الذي يتألف من 14 سطراً على النصب بين الرأس والركبتين. من سوريا والشاهدة محفوظة في متحف اللوفر.
- - الثانية النيرب

شاهدة قبر الكاهن أكبر، التي وجدت في النيرب ارتفاعها 0,95 م، وعرضها 0,45 م. في الأعلى الكتابة المؤلفة من عشرة أسطر، وتحتها مشهد مائدة، حيث يجلس الكاهن، وبيده الحقة، وامامه المنضدة، وعليها بعض المأكولات، وبجانبها خادم مع مروحة. محفوظة بمتحف اللوفر.
- صكّ قرض

لوحة طينية، ارتفاعها 5 سم، وعرضها 7سم. وجدت في السفيرة قرب حلب. وتعود إلى عام 571 أو 570 ق.م. (في عام 34 لحكم نبوخذ نصر). وهي محفوظة الآن في متحف اللوفر، في باريس. وتحمل كتابة آرامية سورية على الوجهين. يستدل منها انها إيصال.

### نصوص آرامية من شمال/ يأدى
نظنّ ان هذه المملكة كانت أصغر الممالك الآرامية، ومع ذلك تركت إرثاً من النصوص المسطرة والمنقوشة لا يدانيه إرث آخر وصلنا من شقيقاتها. كانت لغة المملكة متأثرة بالكنعانية المتأخرة لغة «صيدا» و«صور» التي وصفت بالفينيقية. ويوصف النص المنسوب إلى «كلاموه» والذي سنبدأ به بأنه فينيقي.
- نص كلاموه

نقشت سطور هذا النصّ على لوح كبير من البازلت1,45 X 1,30 م، يعلوها صف من رموز وشارات الآلهة، التي يشير إليها «كلاموه» بيده ليمنى وهو واقف، حيث صور إلى يسار النص. كان اللوح مثبتاً على أحد المداخل المؤدية إلى القصر، وقد عثر عليه مهشّماً متشققاً بفعل الحريق الذي اتى على الموقع فرُمم ونقل إلى «برلين» حيث يحفظ الآن بمتاحف الدولة فيها.
- نص مسطر على غشاء صولجان كلاموه

على غشاء ذهبي لصولجان كلاموه نص مسطر بالآرامية عثر عليه في أحد ممرات قصره بين الانقاض، طوله 6,7 سم، وقطره2,2 سم: عليه أسطر قصيرة. متحف «برلين».
- كتابة بناموه الأول على تمثال للإله هدد

و على تمثال ضخم للرب هدد، المنحوت من الحجر البركاني نقش نص بالآرامية. وقد عثر عليه في قرية «جرجين»، جوار مدينة سمأل عام 1880 م. وهذا التمثال من اضخم تماثيل عصره. ارتفاعه المتبقي 2,85 م. والمقدر 4 م. وتحوي الكتابة 34 سطراً. نقشت في الثوب فوق الأطراف السفلية، وهي مشوهة والتمثال محفوظ بمتاحف الدولة (جناح الشرق القديم) ببرلين.
- كتابة على تمثال بناموه الثاني

التمثال من الحجر البركاني. اقامه له ابنه بر راكوب، عام 730 ق.م. وزينه بنقش يضم 23 سطراً. التمثال مشوه، وبقي منه أطراف الثوب واقدامه التي يحتذى بها النعال. ويبلغ ارتفاعه الحالي 1,93 م، والحقيقي يقدر بـ 3,50 م. وقد عثر على التمثال بالقرب من نبع ماء، على منتصف الطريق بين سمأل (قرية زنجرلي الحالية)، وجرجيس، وهو محفوظ بمتاحف الدولة في «برلين».
- كتابة بر ريكوب ملك سمأل

منقوشة على لوحة من الحجر البركاني، طول اللوحة 1,31 م وعرضها 0,12 م. ونشاهد عليها رسم الملك «بر ريكوب» واقفاً وبيده اليسرى وردة. وهو يرتدي ثياباً بزي آشوري. نشاهد خلف الملك يدي خادم يحمل المروحة وأمام رأس الملك شعارات الالهة التالية: الخوذة ذات القرون للاله «هدد»، والنير على العربة شعار الإله نجمة خماسية ذات دائرة مزدوجة شعار الإله رشف، شمس مجنحة شعار الإله شمش، هلال شعار الإله سن متقمص شخصية الإله بل حران. أما الكتابة المؤلفة من عشرين سطراً فقد نقشت على الجزء الباقي من اللوحة أمام الملك. والجدير بالذكر ان هذه اللوحة التي وجدت في سمأل عام 1891 موجودة الآن في متحف استانبول. وقد سطرت بين عامي (733- 727 ق.م.).
- كسرة من تمثال

كسرة لوحة نقش عليها تمثال ملك سمأل، بر ريكوب. يبلغ ارتفاعها الحالي 4,45 سم، وعرضها 4.55 سم، وسماكتها 11,5سم. نشاهد عليها صفاً من شعارات الالهة:-1- الخوذة ذات القرون شعار هدد 2- رأس يانوس شعار الإله ايل 3- نير (مع) عربة؟ شعار راكب ايل 4- الشمس المجنحة شعار شمش. تحت الشعارات وإلى اليمين، يجلس الملك بر ريكوب، وهو يحمل بيده اليمنى وعاء، وباليسرى غصن نخيل. لقد نقش على القسم الباقي من هذه الواجهة الكتابة المؤلفة من (9) سطور. وجدت هذه اللوحة في سمأل، وحفظت في متاحف الدولة ببرلين. وتعود إلى الفترة 32/ 733- 727 ق.م.

### نصوص آرامية من مملكةحماة
ان النصوص التي خلفها ملوك حماه، قد كتبت بالخط الهيروكليفي اللوفي، وبالخط الآرامي..
- نصب زاكر ملك حماه

لقد وجد هذا النصب في قرية «آفس»، على بعد /45/كم، إلى الجنوب الغربي من «حلب»، وعلى الطريق العام بين «تفتنار» و«سراقب». لقد عثر على هذا النصب البازلتي عام 1903 مهشّماً وبقيت منه اربع قطع، أمكن جمعها، ونقلها إلى متحف اللوفر في «باريس». يبلغ ارتفاعه /2 م/ تقريباً، وعرضه /30 سم/ تقريباً.

### مملكة دمشق
و للأسف لم تكتشف الكثير من الكتابات في مملكة دمشق حتى الآن. لاننا لا نجد فيها مكاناً لضربة معول ومع تعاقب الحضارات على المدينة الأقدم في العالم. وقد عثر على النص المنسوب لاحد ملوكها، في قرية «البريج»، إلى الشمال من حلب حوالي 7 كم:
و نقش البريج نص قصير، منذور للرب ملقرت، على نصب من البازلت، ارتفاعه 1,15م، وع رضه 0,43م. والنصب محفوظ بمتحف «حلب».
إن كل هذه الوثائق والنقوش المختلفة، التي يرجع تاريخها إلى القرنين التاسع والثامن قبل الميلاد تكشف لنا عن الكثير من المعارف الأثرية والتاريخية الهامة لأهم الممالك والدول المشهورة في تلك الفترة، منها: "غوزانا" و"سمأل" و"آرباد" و"حماه" ودمشق" كما تفيد في توضيح مجمل النقاط الأساسية المتعلقة بسياسة المجتمعات الآرامية والممالك ودولها.

## حل رموز بعض النقوش الآرامية
- نقش بت زباي (الزباء = زنوبيا):

1. صلمت سبتيما بت زباي نهيرتا وزدقتا = هذا تمثال سپتيما زبىَّ الفاضلة والصدّيقة
2. ملكتا سبتيموا زبدا رب حيلا = الملكة أبناء سپتيما زبدا قائد الخيالة
3. ربا وزبى رب حيلا دي تدمور قرطسطوا = الأكبر وزبى قائد الخيالة التدمرية، القائدان،
4. أقيم لمرتهون بيرح آب دي شنة = أقاماه لسيدتهما في شهر آب سنة 582.[9]

## تصنيفات
- آرامي قديم، آرامي سوري - سورية
  - آرامي قديم مبكر (حتى حوالي الـ 700 ق.م، نقش السفيرة) - حلب
  - آرامي قديم متأخر (حوالي القرن السابع والسادس ق.م، برديات الأشمونين / الأشمونين)
- آرامي الدولة (الرسمي)
  - آرامي سرياني (سوري قديم)
  - آرامي الدولة الأخمينيية (حوالي القرن الخامس إلى الثالث ق.م، برديات جزيرة فيلة)
  - آرامي الدولة ما بعد الأخمينية (حوالي 200 ق.م)
    - آرامي تناخي
    - نبطي
    - تدمري
    - لهجة الترجوم الجليلي والبابلي
- آرامي قديم (لاحق)
  - آرامي شرقي قديم
    - سرياني سوري قديم
    - حضري

  - آرامي غربي قديم (ممالك ارامية سورية)
    - لهجة الجليل (زمن يسوع الناصري)
- آرامي متوسط
  - آرامي متوسط شرقي
    - مندائي
    - سرياني (كلاسيكي)
    - بابلي (يهودي)

  - آرامي متوسط غربي
    - فلسطيني (شرقي)
    - سامري
- آرامي (سرياني) حديث
  - سرياني حديث
    - سريويو (سوريا وتركيا)، سورث (العراق، سوريا، إيران، لبنان)
    - سرياني غربي حديث (طورويو)

  - مندائي حديث
  - آرامي غربي حديث (معلولا)

## مواضيع ذات صلة
- كتابة آرامية عتيقة
- الشعب الآشوري
- التقويم الآشوري